# Чхеклапкок
Чхеклапкок (иер. 赤鱲角, ютпх. cek3laap6gok3, кит.-рус. Чилецзяо, буквально: «мыс морского окуня», англ. Chek Lap Kok) — небольшой островок в западной части Гонконга к северу от острова Ланьтау.

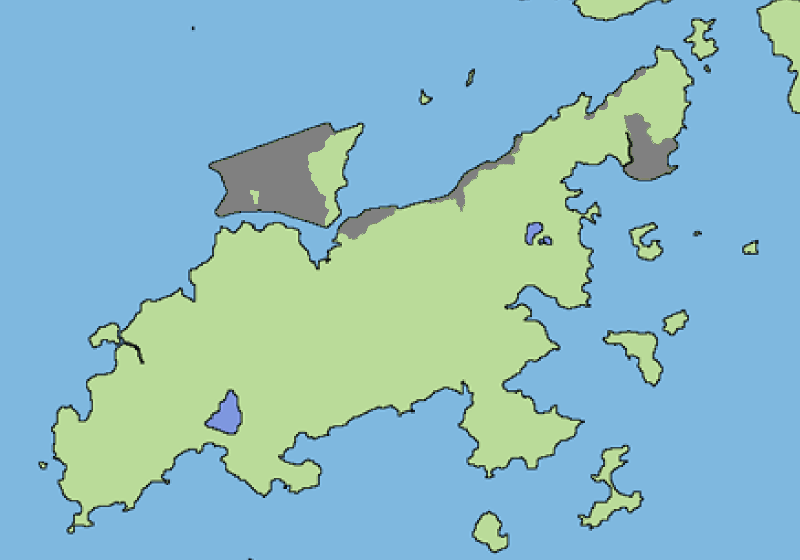
Карта острова Лантау с землями, отвоёванными у моря (серым). Чхеклапкок показан к северу, объединённый вместе с маленкьким островком Ламчхау.

Остров был заселён с перерывами начиная с 4-го тысячелетия до н. э.
В 1990-х годах Чхеклапкок был объединён вместе с другим островом (Ламчхау) для образования ровной платформы площадью 12,48 км² для нового Международного аэропорта Гонконга, который был построен на смену прежнего аэропорта «Кхайтак».
После постройки аэропорта крестьяне и рыбаки, жившие в местных деревеньках, были переселены в новую деревню Чхеклапкок (赤鱲角村) на острове Лантау. Кроме того, на острове также находилась одна из немногих популяций эндемичной для Гонконга древесной лягушки — гонконгского веслонога (Chirixalus romeri). В 1992 году перед постройкой аэропорта была отловлено около 200 особей этой лягушки, которые сначала содержались в неволе, а после успешного размножения их потомство было выпущено в восьми специально отобранных местах по всему Гонконгу. 7 из 8 новых популяций выжили. Кроме того, к удивлению учёных некоторое число лягушек выжило на самом Чхеклапкоке.